# Nadolol
Nadolol es el nombre genérico de un medicamento que actúa como antagonista de acción prolongada de los receptores beta-adrenérgicos y es uno de los beta bloqueantes que tiene afinidad tanto por receptores beta-1 como beta-2. El nadolol no posee actividad simpaticomimético intrínseco ni es capaz de causar estabilización de membrana. Una de las características distintivas del nadolol es que tiene una vida media relativamente extensa.
El nadolol es muy soluble en agua y se absorbe incompletamente del sistema digestivo. Su biodisponibilidad es de un 35%. Se ha notado menos variabilidad farmacocinética entre distintos individuos en comparación con el propanolol. La baja solubilidad del nadolol en el tejido adiposo puede conllevar a concentraciones bajas en el cerebro, similares a los beta antagonistas liposolubles.
La suspensión repentina del nadolol puede provocar dolor en el pecho o ataque al corazón.